# Monuments nationaux de Kladanj
Cet article recense les monuments nationaux situés sur le territoire de la municipalité de Kladanj en Bosnie-Herzégovine et dans la fédération de Bosnie-et-Herzégovine. La liste établie par la Commission pour la protection des monuments nationaux compte 2 monuments nationaux inscrits sur la liste principale et 1 monument inscrit sur une liste provisoire.

## Monuments nationaux
| Monument                                       | Localité | Géolocalisation | Datation  | Commentaire éventuel | Photo |
| ---------------------------------------------- | -------- | --------------- | --------- | -------------------- | ----- |
| Mosquée de Hadži Bali-bey (Kuršumlija džamija) | Kladanj  |                 | 1544-1545 |                      |       |
| Nécropole d'Olovci                             | Olovci   |                 | Moyen Âge | Avec 18 stećci       |       |